# Dargosław (przystanek kolejowy)
Dargosław – zlikwidowany przystanek gryfickiej kolei wąskotorowej w Dargosławiu, w województwie zachodniopomorskim, w Polsce. Przystanek został zamknięty w 1996 roku.

## Historia
Stacja Dargosław zaczęła działać w 1898 r., gdy oddano do użytku linię kolei wąskotorowej (w ramach Gryfickiej Kolei Wąskotorowej) z Gryfic do Dargosławia. W 1907 r. oddano do użytku linię Dargosław - Trzebiatów. W 1991 r. zawieszono kursy na linii do Trzebiatowa, a od października 1996 r. - także do Gryfic. Do dziś znajduje się w Dargosławiu budynek stacji. Tory zostały rozebrane bądź rozkradzione.